# Alvin Swauger White
Alvin Swauger White (Berkeley, 9 dicembre 1918 – Tucson, 29 aprile 2006) è stato un militare e aviatore statunitense, che dopo aver partecipato alla seconda guerra mondiale, e svolto il ruolo di pilota collaudatore per l'US Air Force presso la Edwards AFB, nel maggio 1954 fu assunto come pilota collaudatore alla North American Aviation, dove volò sui North American F-86 Sabre, la serie F-100 Super Sabre, YF-107 e l'X-15. Fu il primo a portare in volo i due prototipi del bombardiere trisonico XB-70 Valkyrie, e con il secondo di esso, il 19 maggio 1966, raggiunse la velocità massima di 3.270 km/h (Mach 3,08) a 22.860 metri.

## Biografia

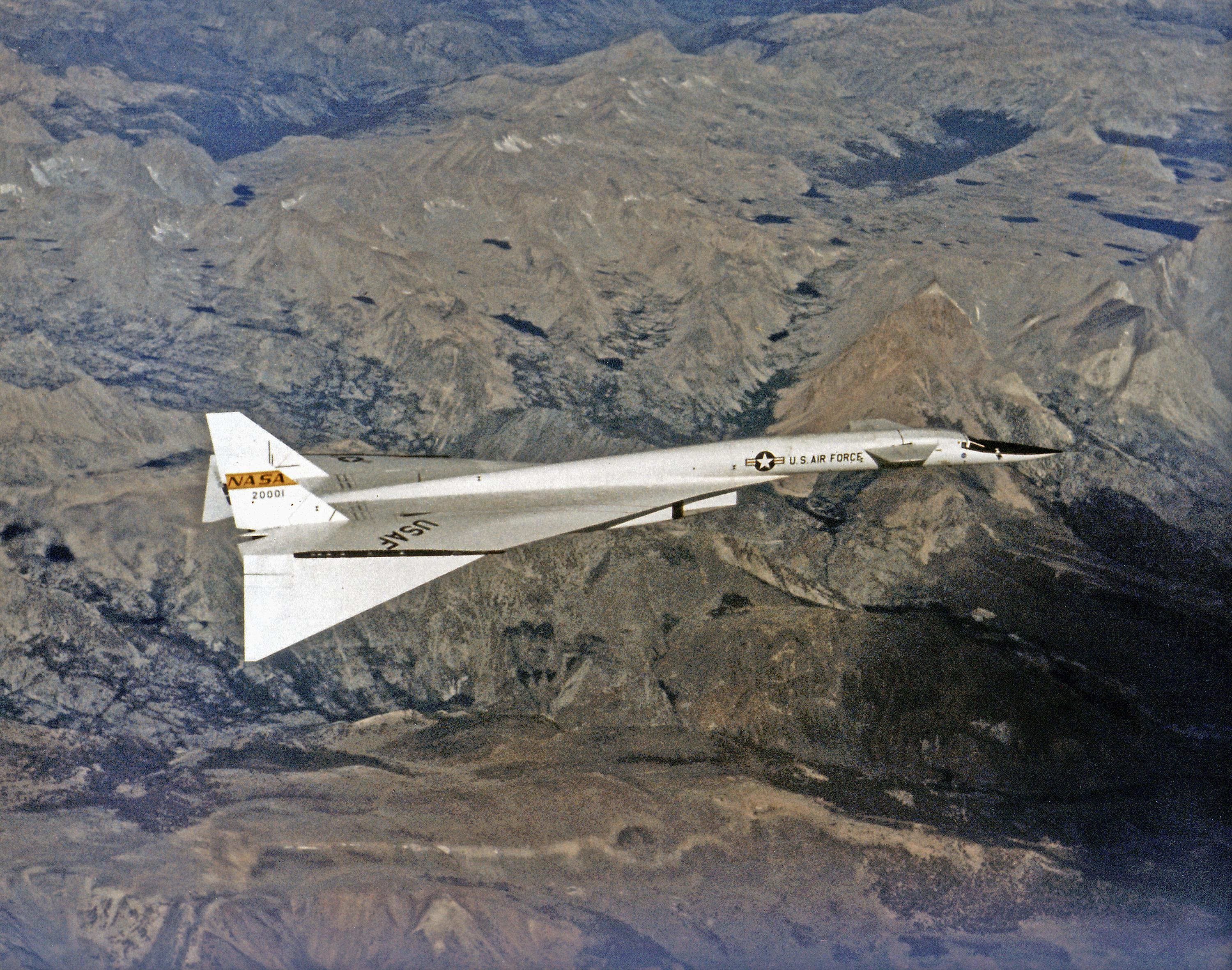
Il primo prototipo dell'XB-70 in volo.

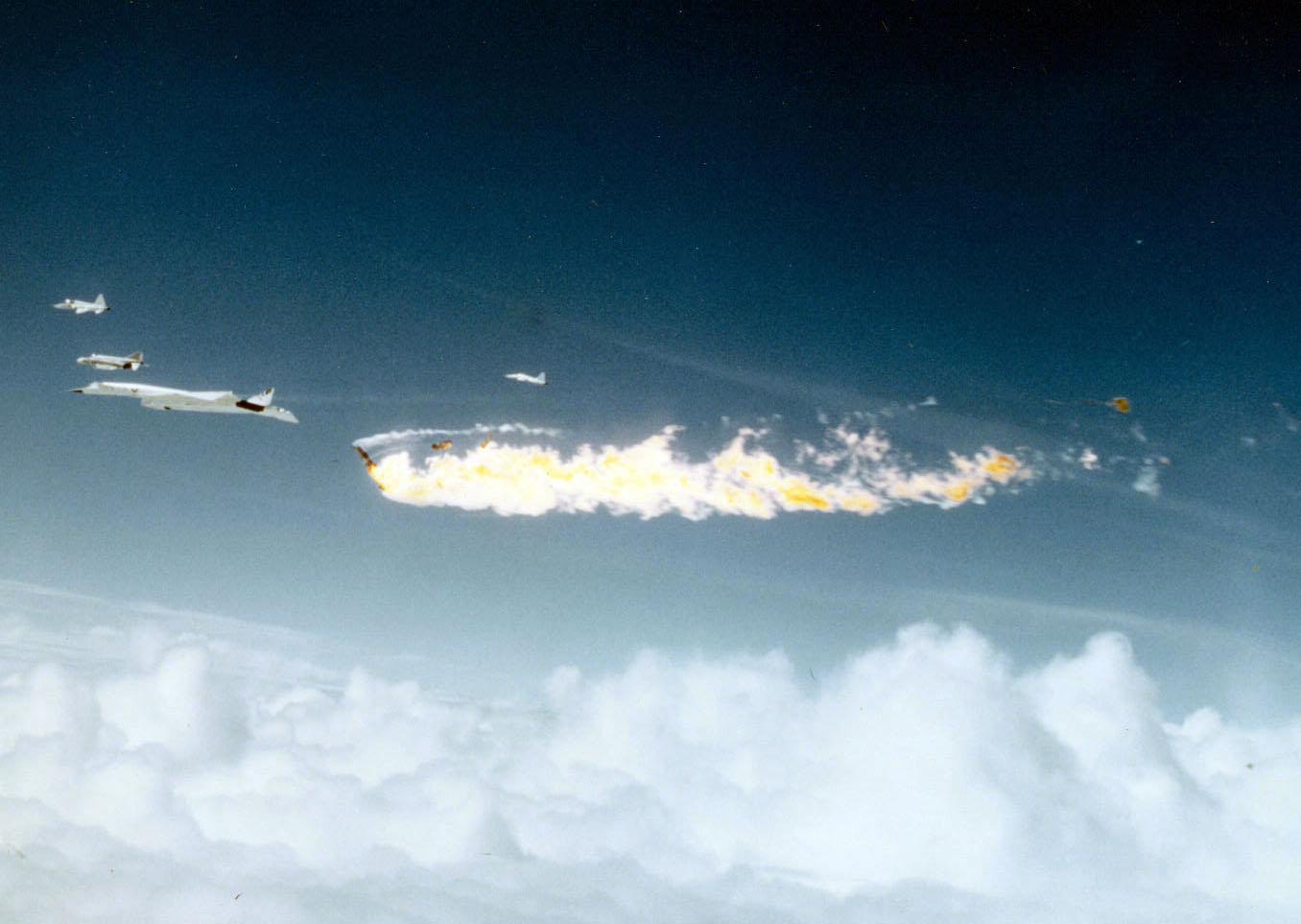
Qualche secondo dopo la collisione con gli impennaggi di coda dell'XB-70, il Lockheed F-104 esplode.

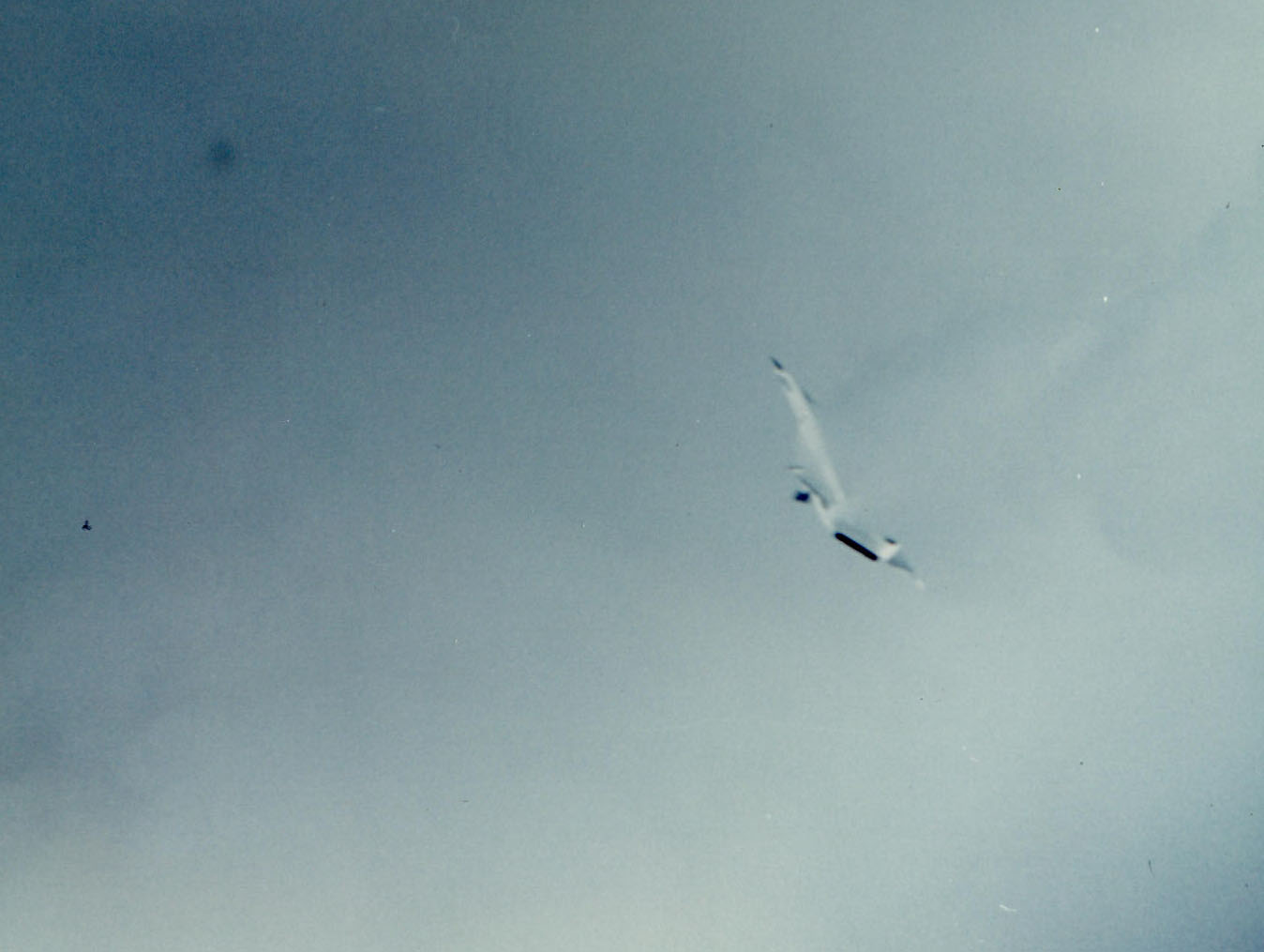
Il secondo prototipo dell'XB-70 ripreso pochi secondi prima dello schianto al suolo.

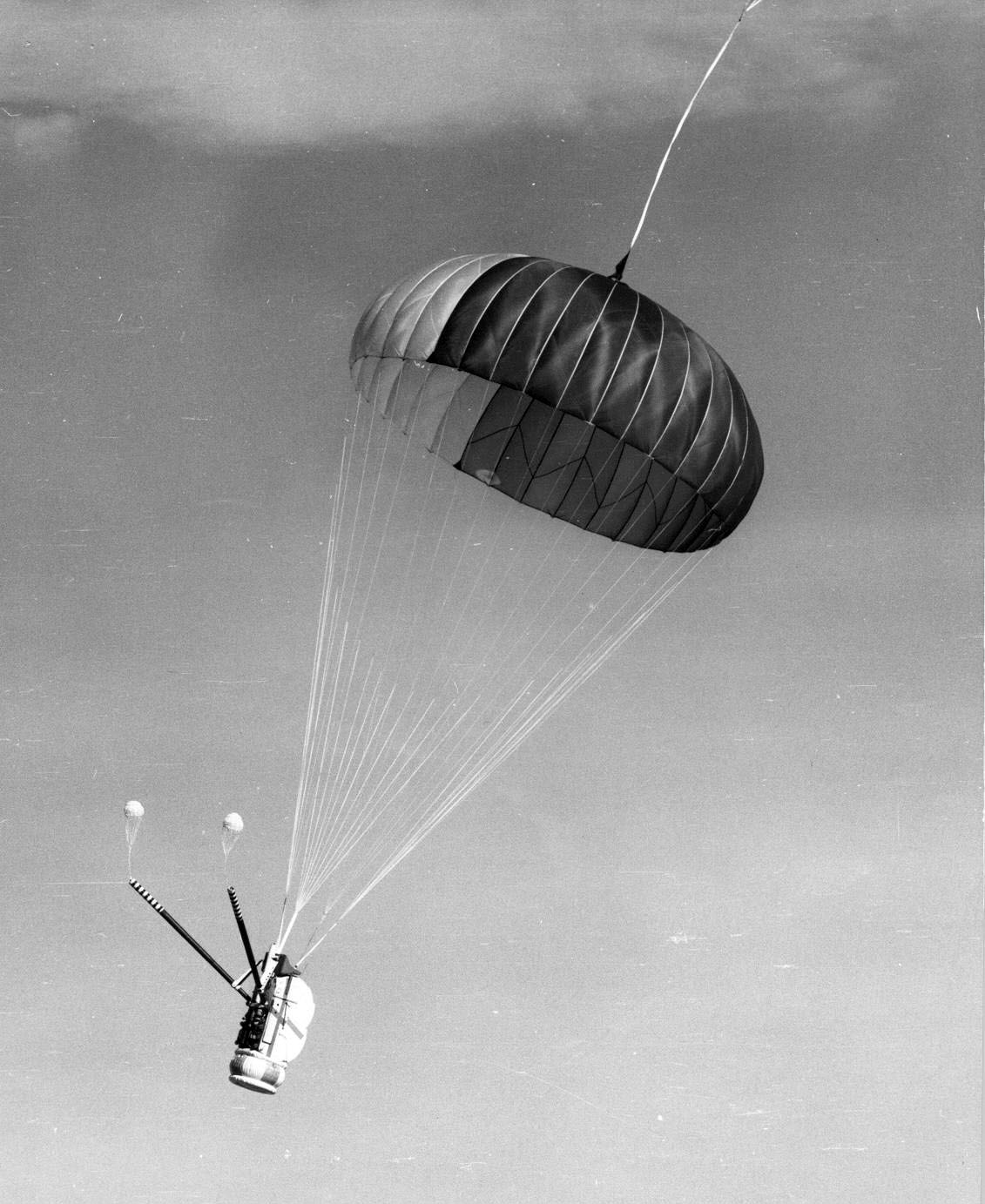
La capsula di salvataggio dell'XB-70 in discesa, durante i collaudi.

Nacque il 9 dicembre 1918 a Berkeley, California, figlio di Harold H. Sr. (1888–1974) e Ruth A. Winkleman (1894–1975). Dopo aver conseguito il diploma liceale, nel 1936 si iscrisse all'università della California a Davis, e per studiare ingegneria elettrica si trasferì nel campus di Berkeley due anni dopo. Iniziò la sua carriera di pilota seguendo il programma di addestramento per i piloti dell'aviazione civile, conseguendo il relativo brevetto nel 1940.
Durante la seconda guerra mondiale si arruolò nell'US Army Air Force come cadetto, ottenendo il brevetto di pilota militare a Williams Field, in Arizona, nel 1942. In seguito fu pilota di bombardieri e poi dei caccia, e in forza al 355th Fighter Group volò in Europa sul suo North American P-51D Mustang dal giorno dello sbarco in Normandia fino all'ultimo giorno di guerra.
Dopo la fine del conflitto completò il corso di studi conseguendo la laurea in ingegneria meccanica presso la facoltà di Berkeley nel 1947, e divenne un pilota collaudatore dapprima per il Flight Training Center dell'US Air Force sulla Edwards AFB nel 1952 e, dal maggio 1954, per la North American Aviation.
Ha partecipato a numerosi programmi di collaudi in volo durante la sua carriera, tra cui il  caccia North American F-86 Sabre, la serie F-100 Super Sabre, lo YF-107 e l'X-15.
Nel 1958 fu selezionato per il programma di volo spaziale con equipaggio Man In Space Soonest ma esso si concluse presto a causa di difficoltà finanziarie e tecniche. Nel 1961 fu selezionato come capo pilota collaudatore per il programma delle prove in volo del bombardiere trisonico XB-70 Valkyrie, il più grande aereo supersonico del mondo, effettuando come primo pilota i primi voli di entrambi i prototipi dell'XB-70, il primo il 21 settembre 1964, e il secondo il 17 luglio 1965. Con il secondo prototipo il 19 maggio 1966 volò per 3.840 km in 91 minuti, e raggiunse la velocità massima di 3.270 km/h (Mach 3,08) a 22.860 metri (75.000 piedi) mantenendola per 33 minuti.
L'8 giugno 1966 fu l'unico sopravvissuto della collisione aerea che distrusse il prototipo n. 2 dell'XB-70 e un Lockheed F-104 Starfighter,  uccise il suo copilota, il maggiore Carl Cross, dell'USAF, e il capo pilota collaudatore della NASA Joseph A. Walker. Walker che pilotava l'F-104, e Cross, copilota a bordo dell'XB-70, rimasero uccisi nell'incidente, mentre egli riuscì a usare la capsula di eiezione di cui l'XB-70 era dotato (simile a quella usata nel Convair B-58 Hustler). Durante le fasi dell'eiezione riportò gravi lesioni, tra cui una a un braccio che rimase schiacciato quando la capsula, simile a una conchiglia, si chiuse intorno a lui appena prima dell'espulsione dall'aereo.
Più tardi, nel corso del 1966 entrò nella compagnia aerea Trans World Airlines come direttore delle operazioni di volo, ricerca e sviluppo. Nel 1969 assunse l'incarico di consulente nel settore dell'aviazione e dell'aeronautica, lavorando principalmente come perito esperto in contenziosi relativi alle indagini sugli incidenti.
Dopo 8.500 ore di volo su oltre 125 aerei diversi, si ritirò definitivamente a vita privata stabilendosi a Tucson, in Arizona, dove si spense il 29 aprile 2006.
Durante la sua carriera fu insignito della Distinguished Flying Cross e della Air Medal. Fu presidente e uno dei membri fondatore della Society of Experimental Test Pilots, e venne insignito del Premio Iven C. Kincheloe, del Premio Octave Chanute, del Trofeo Harmon, consegnatogli dal Presidente degli Stati Uniti d'America Lyndon B. Johnson. Nel 1994, è stato inserito nella Walk of Honor dell'Aerospace.

### Annotazioni
1. ↑  Fu pilota collaudatore delle versioni F-100C e F-100F.
2. ↑  Sugli XB-70 compì 49 voli come pilota e 18 come copilota.

### Fonti
1. 1 2 3 4  Davies 2018, p. 58.
2. 1 2 3  Findagrave.
3. 1 2 3 4 5 6 7 8  La Times.
4. 1 2  Cityflancasterca.